# Концелидзе, Бесире Мухамедовна
Бесире Мухамедовна Концелидзе (1927 год, село Бобоквати, ССР Аджаристан, ССР Грузия — январь 1980 года, село Бобоквати, Кобулетский район, Аджарская АССР, Грузинская ССР) — звеньевая колхоза имени Молотова Кобулетского района, Аджарская АССР, Грузинская ССР. Герой Социалистического Труда (1948).

## Биография
Родилась в 1927 году в крестьянской семье в cеле Бобоквати Кобулетского района (сегодня — Кобулетский муниципалитет). После окончания местной школы с начала 1940-х годов трудилась на чайной плантации в колхозе имени Молотова Кобулетского района, председателем которого с 1946 года был Леван Александрович Цулукидзе. В 1947 году возглавила молодёжно-комсомольское звено чаеводов. Была инициатором стахановского движения среди тружеников колхоза имени Молотова.
В 1947 году звено под её руководством собрало в среднем с каждого гектара по 8015 килограмм сортового зелёного чайного листа на площади 2 гектара. Сама Бесире Концеладзе в этом году собрала 5000 килограмм чайного листа. Указом Президиума Верховного Совета СССР от 21 февраля 1948 года удостоена звания Героя Социалистического Труда за «получение в 1947 году высокого урожая сортового чайного листа и табака» с вручением ордена Ленина и золотой медали «Серп и Молот» (№ 882).
За выдающиеся трудовые достижения по итогам работы в 1948 году была награждена Орденом Трудового Красного Знамени.
После выхода на пенсию проживала в родном селе Бобоквати Кобулетского района. Умерла в январе 1980 года.
Награды
- Герой Социалистического Труда
- Орден Ленина
- Орден Трудового Красного Знамени (29.08.1949)